# Rivière-Patapédia-Est
Rivière-Patapédia-Est est un territoire non organisé situé dans la municipalité régionale de comté de La Matapédia, dans la région administrative du Bas-Saint-Laurent, au Québec.

## Géographie
La rivière Patapédia Est, qui délimite l'ouest de la municipalité, y coule vers le sud.

## Toponymie
Son nom a été officialisé le 13 mars 1986.

## Démographie
| 2001 | 2006 | 2011 | 2016 | 2021 |
| ---- | ---- | ---- | ---- | ---- |
| 0    | 0    | 0    | 0    | 0    |